# Tom Clements
(en) Statistiques sur pro-football-reference
(en) Statistiques sur statscrew
Thomas Albert Clements, né le 18 juin 1953 à McKees Rocks en Pennsylvanie, est un entraîneur de football américain et un quarterback de la Ligue canadienne de football (LCF). Il est actuellement coordinateur des jeux de passes et entraîneur des quarterbacks des Cardinals de l'Arizona de la National Football League (NFL).
Il commence sa carrière de joueur en 1975 aux Rough Riders d'Ottawa et la termine en 1987 aux Blue Bombers de Winnipeg. En 1980, il fait un bref passage en NFL, aux Chiefs de Kansas City.
Sa carrière d'entraîneur commence en 1992 quand il occupe le poste d'entraîneur des quarterbacks des Fighting Irish de l'université Notre-Dame-du-Lac. Son premier poste en NFL est également entraîneur des quarterbacks pour les Saints de La Nouvelle-Orléans en 1997.
En 1994, il est intronisé au Temple de la renommée du football canadien.